# Kosmos 97
Kosmos 97 – radziecki wojskowy satelita technologiczny typu DS-U2-M, będący częścią programu Dniepropetrowsk Sputnik (DS). Pierwszy z dwóch satelitów tego typu, które znalazły się na orbicie. Służył do przeprowadzania eksperymentów technologicznych związanych z budową zegara atomowego, który w przyszłości mógł być zastosowany m.in. w radzieckich satelitach nawigacyjnych. Satelita został zbudowany przez zakłady KB Jużnoje. Został wyniesiony na niską orbitę okołoziemską przez rakietę nośną Kosmos 63S1 startującą z kosmodromu Kapustin Jar 26 listopada 1965 roku. Po znalezieniu się na orbicie otrzymał oznaczenie COSPAR 1965-095A. Satelita zakończył swoją misję 23 stycznia 1966 roku i spłonął w górnych warstwach atmosfery 2 kwietnia 1966 roku.